# بخش بیرم
بخش بِیرَم، یکی از بخش‌های شهرستان لارستان در استان فارس ایران است. مرکز این بخش، شهر بیرم است.

## تقسیمات کشوری
- بخش بیرم
  - دهستان بالاده
  - دهستان بیرم

شهر: بیرم

## جمعیت
بر پایه سرشماری عمومی نفوس و مسکن در سال ۱۳۹۵، جمعیت بخش بیرم برابر با ۱۳٬۷۳۲ نفر بوده است.